# Ad fontes
Ad fontes (lat.) bedeutet „Zu den Quellen“ und war ein Motto der Humanisten in der Frühen Neuzeit, die damit eine Rückbesinnung auf die Originaltexte, vor allem der griechischen Philosophen, forderten. 
Bedeutsam wurde dieser Leitsatz vor allem 1511 durch Erasmus von Rotterdam in seiner programmatischen Schrift De ratione studii ac legendi interpretandique auctores, in der es heißt: „Sed in primis ad fontes ipsos properandum, id est graecos et antiquos.“ – „Vor allem muss man zu den Quellen selbst eilen, das heißt zu den Griechen und den Alten überhaupt.“
Auch Philipp Melanchthon forderte 1518 in seiner Antrittsrede an der Wittenberger Universität (De corrigendis adolescentiae studiis – „Über die Neugestaltung des Universitätsstudiums“) von den Studenten: „Lernt Griechisch zum Lateinischen, damit ihr, wenn ihr die Philosophen, die Theologen, die Geschichtsschreiber, die Redner, die Dichter lest, bis zur Sache selbst vordringt, nicht ihre Schatten umarmt …“
Martin Luther war von dieser Rede beeindruckt und hielt sich bei seiner Bibelübersetzung ins Deutsche ebenfalls an diesen Grundsatz, indem er sie auf hebräische und griechische Texte stützte statt auf die den Gelehrten seiner Zeit weit geläufigere lateinische Übersetzung. Dahinter steht ein unterschiedliches hermeneutisches Verständnis von Protestanten und Katholiken. Luther sagt, die Bibel legt sich selbst aus. Deshalb sucht er nach einer möglichst originalen, unverfälschten Überlieferung. Hingegen postuliert die katholische Kirche, dass zum Verständnis der Bibel ein Lehrgebäude, die Dogmatik notwendig ist.